# Helina nagayamensis
Helina nagayamensis är en tvåvingeart som beskrevs av Shinonaga 2003. Helina nagayamensis ingår i släktet Helina och familjen husflugor. Inga underarter finns listade i Catalogue of Life.